# Вахушті Багратіоні
Вахушті Багратіоні (груз. ვახუშტი ბაგრატიონი, 1696–1757) — грузинський принц (батонішвілі), географ, історик і картограф. Його основні історико-географічні праці «Опис Королівства Грузія» та «Географічний атлас» були внесені до Світового реєстру ЮНЕСКО «Пам'ять світу» у 2013 році.

## Біографія
Син картлійського короля Вахтанга VI (правив у 1716—1724), народився в Тбілісі 1696 року. Навчався у братів Гарсеванішвілі та римо-католицькій місії. Вільно володів грецькою, латинською, французькою, турецькою, російською та вірменською мовами.
Його ім'я Вахушті походить від давньоіранського vahišta- («чудовий»).
У 1719 і 1720 роках він брав участь у двох походах проти повсталого еріставі Шанше Ксані. З серпня по листопад 1722 року був намісником царства за відсутності батька під час Гянджінського походу. Пізніше він служив воєначальником у Квемо Картлі. Після османської окупації Картлі він мігрував з царем Вахтангом до Російської імперії в 1724 році. Помер у Москві в 1757 році. Похований у Донському монастирі в Москві.

## Праці
Більшість його творів були написані або завершені в Москві. Найвідоміші — «Опис королівства Грузії» (завершений 1745 р.), «Географічний опис Грузії» (завершений 1750 р.) і два географічних атласи Кавказького регіону, що супроводжуються зображеннями кількох історичних гербів (1745–46).

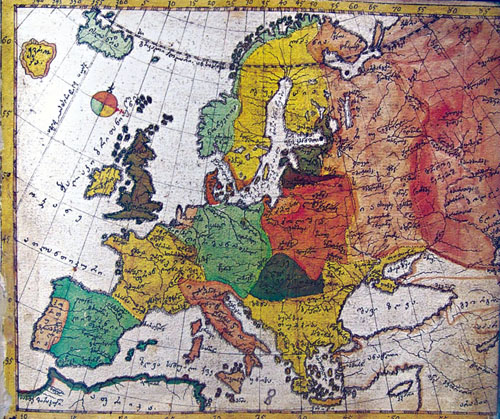
Карта Європи Вахушті 1752 року

Незабаром твори Вахушті були перекладені російською, а згодом і французькою і слугували путівником для багатьох тогочасних європейських учених і мандрівників на Кавказ аж до початку 20 століття.
Він також завершив разом зі своїм братом, принцом Бакаром, надрукування Біблії грузинською мовою, яке було лише частково виконано їхнім батьком Вахтангом VI. З цією метою він заснував у своєму підмосковному будинку друкарню, навчив друкарського мистецтва кількох грузинських священнослужителів і завершив перше друковане видання Біблії грузинською мовою в 1743 році. Згодом друкарню було переведено до Москви, де було надруковано кілька релігійних творів грузинською мовою.

## Сім'я
Вахушті одружився в 1717 році з Маріам, молодшій дочці Георгія Абашидзе, колишнього царя Імеретії (1702—1707). Пара мала декількох дітей:
- князь Іоан (1719—1781), генерал російської армії;
- княгиня Олександра (12 серпня 1721 — 8 квітня 1789);
- князь Давид (1723—1819);
- княгиня Маріам (1724—1807);
- князь Доментій (1728—1737);
- князь Ніколоз (помер 6 листопада 1784);
- княгиня Анна (1744—1779);
- князь Йотам (бл. 1737);
- князь Петре (бл. 1737);
- Княгиня Гука (бл. 1737).